# Blanco (Texas)
Blanco je město v okrese Blanco County ve státě Texas ve Spojených státech amerických. V roce 2010 zde žilo 1 739 obyvatel. S celkovou rozlohou 4,5 km² byla hustota zalidnění 347,4 obyvatel na km².